# Europese kampioenschappen veldrijden 2007
De Europese kampioenschappen veldrijden 2007 was de vijfde editie van de Europese kampioenschappen veldrijden georganiseerd door de UEC.
Het kampioenschap bestond uit de volgende categorieën:
| • Vrouwen elite (17 jaar en ouder)  | 0000 1991 en ouder |
|                                     |                    |
| • Mannen beloften (19 t/m 22 jaar)  | 0000 1986 - 1989   |
| • Jongens junioren (17 t/m 18 jaar) | 0000 1990 - 1991   |

## Medailleoverzicht
| Categorie        | Goud                 | Goud   | Zilver            | Zilver | Brons                    | Brons  |
| Mannen           | Mannen               | Mannen | Mannen            | Mannen | Mannen                   | Mannen |
| ---------------- | -------------------- | ------ | ----------------- | ------ | ------------------------ | ------ |
| Mannen beloften  | Niels Albert         |        | Philipp Walsleben |        | Lukas Kloucek            |        |
| Jongens junioren | Lubomír Petruš       |        | Arnaud Jouffroy   |        | Peter Sagan              |        |
| Vrouwen          |                      |        |                   |        |                          |        |
| Vrouwen elite    | Daphny van den Brand |        | Maryline Salvetat |        | Christel Ferrier-Bruneau |        |

## Resultaten

### Vrouwen elite
| №      | Naam                     | Land |
| ------ | ------------------------ | ---- |
| Goud   | Daphny van den Brand     | NED  |
| Zilver | Maryline Salvetat        | FRA  |
| Brons  | Christel Ferrier-Bruneau | FRA  |
| 4      | Laurence Leboucher       | FRA  |
| 5      | Birgit Hollmann          | GER  |
| 6      | Pavla Havlíková          | CZE  |
| 7      | Helen Wyman              | GBR  |
| 8      | Linda Van Rijen          | NED  |
| 9      | Sanne Cant               | FRA  |
| 10     | Reza Hormes              | NED  |

### Mannen beloften
| №      | Naam              | Land |
| ------ | ----------------- | ---- |
| Goud   | Niels Albert      | BEL  |
| Zilver | Philipp Walsleben | GER  |
| Brons  | Lukas Kloucek     | CZE  |
| 4      | David Menger      | CZE  |
| 5      | Jan Skarnitzl     | CZE  |
| 6      | Quentin Bertholet | BEL  |
| 7      | Jempy Drucker     | LUX  |
| 8      | Jiri Polnicky     | CZE  |
| 9      | Ondrej Bambula    | ITA  |
| 10     | Ramon Sinkeldam   | NED  |

### Jongens junioren
| №      | Naam             | Land |
| ------ | ---------------- | ---- |
| Goud   | Lubomír Petruš   | CZE  |
| Zilver | Arnaud Jouffroy  | FRA  |
| Brons  | Peter Sagan      | SVK  |
| 4      | Tijmen Eising    | NED  |
| 5      | Valentin Scherz  | SUI  |
| 6      | Marek Konwa      | POL  |
| 7      | Peter Marvan     | CZE  |
| 8      | Pierre Garson    | FRA  |
| 9      | Karel Hnik       | CZE  |
| 10     | Matthias Bossuyt | BEL  |

## Medaillespiegel
| Plaats | Land      | Goud | Zilver | Brons | Totaal |
| 1      | Tsjechië  | 1    | 0      | 1     | 2      |
| 2      | Nederland | 1    | 0      | 0     | 1      |
| 2      | België    | 1    | 0      | 0     | 1      |
| 4      | Frankrijk | 0    | 2      | 1     | 3      |
| 5      | Duitsland | 0    | 1      | 0     | 1      |
| 6      | Slowakije | 0    | 0      | 1     | 1      |
| Totaal | Totaal    | 3    | 3      | 3     | 9      |

Kampioenschappen:  Wereldkampioenschappen · 
 Europese kampioenschappen · 
 Belgische kampioenschappen · 
 Nederlandse kampioenschappen
Klassementen:  Wereldbeker · 
 Superprestige · 
 GvA Trofee · 
 TOI TOI Cup · 
 Challenge national
2003 · 
2004 · 
2005 · 
2006 · 
2007 · 
2008 · 
2009 · 
2010 · 
2011 · 
2012 · 
2013 · 
2014 · 
2015 · 
2016 · 
2017 · 
2018 · 
2019 · 
2020 · 
2021 ·
2022 ·
2023 ·
2024 ·
2025 ·
2026